# 四甲基双酚F
四甲基双酚F（缩写TMBPF）是一种用于鍍膜的双酚类化合物，分子式C17H20O2，相比双酚A和双酚F较为安全。